# 山本剛大
山本 剛大（やまもと たけひろ、1993年2月26日 - ）は、静岡県出身のオートバイレーサー。

## 主なレース戦績

### 全日本ロードレース選手権
- 2008年 - 全日本ロードレース選手権GP125ランキング25位　Team NOBBY ホンダ・RS125R
- 2009年 - 全日本ロードレース選手権GP125ランキング10位　Team NOBBY ホンダ・RS125R
- 2010年 - 全日本ロードレース選手権GP125ランキング8位　Team NOBBY ホンダ・	RSgp3
- 2010年 - ロードレース世界選手権GP125第14戦にスポット参戦し17位。Team NOBBYから参戦。（ホンダ・RS125R）
- 2011年 - 全日本ロードレース選手権GP125ランキング4位　Team NOBBY ホンダ・RS125R
- 2011年 - ロードレース世界選手権GP125第15戦にスポット参戦し24位。Team NOBBYから参戦。（ホンダ・RS125R）
- 2012年 - 全日本ロードレース選手権J-GP3ランキング5位　Team NOBBY ホンダ・NSF250R
- 2013年 - 全日本ロードレース選手権J-GP3ランキング5位　Team NOBBY・ホンダ・M312
- 2015年 - アジアロードレース選手権AP250ランキング1位 トリックスターレーシング・Kawasaki Ninja250